# Château de Lauret
Le château de Lauret est un château situé dans la commune de Sainte-Gemme dans le département du Gers.

## Histoire
Il a été successivement la propriété des familles Lautrec, Percin et Castelbajac, le changement de famille s'étant effectué, depuis le XIVe siècle, par mariage. Il est actuellement occupé par les descendants de ces familles.
Il est inscrit monument historique depuis 1993.

## Personnalités liées à l'établissement
- Claire de Castelbajac (1953-1975), « servante de Dieu », dont la cause en reconnaissance de sainteté est actuellement introduite au Vatican.